# 伊東正博
伊東 正博（いとう まさひろ、1964年1月2日 - ）は、日本の経営者。山陽電気鉄道社長を務めている。兵庫県出身。

## 経歴・人物
1987年に関西学院大学商学部を卒業し、同年に山陽電気鉄道に入社した。2022年に取締役に就任し、2024年に専務を経て、2025年6月には社長に就任。